# Eremiaphila typhon
Eremiaphila typhon è una specie di mantide religiosa appartenente al genere Eremiaphila.
È nativa del continente africano e asiatico ed è la specie appartenente al genere Eremiaphila più diffusa a livello mondiale, trovandosi in paesi come Egitto, Algeria, Arabia Saudita, India, Libia, Niger, Siria e Ciad. 